# Baume Brune
La baume Brune est un ensemble de 43 abris-sous-roche préhistoriques situés dans le département de Vaucluse, sur les communes de Joucas et de Gordes. Dix d'entre eux sont ornés de peintures rupestres datées du Néolithique.

## Situation
Les 43 abris-sous-roche se trouvent au pied des monts de Vaucluse, en bordure nord de la plaine du Calavon. 
Ils sont creusés dans une falaise orientée est-ouest d'environ 800, à 900 m de long, à cheval sur Joucas et Gordes (Vaucluse),,.
Comme les abris de la combe de Font Jouvale, (à Saint-Saturnin-lès-Apt), la falaise de Baume-Brune est située au début d'une voie d'accès aux gisements de silex blond dit « silex de Murs-Gordes », une matière première très utilisée et trouvée dans de nombreux endroits au Néolithique moyen et final.
La falaise est soumise à d'importants phénomènes hydrogéologiques, et les abris ne contiennent aucun remplissage archéologique en raison du lessivage.

## Les abris ornés
Dix des abris sont ornés,,, mais il est possible qu'il y en ait eu plus dont les peintures auraient disparu à cause des aléas hydrogéologiques. Ils portent les numéros 1, 2, 3, 4, 9, 12, 23,, 24, 32 et 33.
Plusieurs marques indiquent une attraction vers l'eau (abris nos 3, 12, 23…), avec des signes accompagnant les concrétions actives, qui sont spécifiques au Vaucluse et aux Bouches-du-Rhône. À la baume Brune on voit des signes marquant des écoulements depuis des échancrures de la partie supérieure de la barre, des diaclases, des cheminées reliées au plateau surmontant la barre, et des joints de strates.

### Abrino3
Un trait rouge souligne la verticale d'une diaclase, en parallèle au passage de l'eau et à un bourrelet de calcite.

### Abrino9
Un signe en arceau suit le contour d'une protubérance de la paroi rocheuse.

### Abrino12
L'abri no 12 est le plus décoré et le seul décoré avec de la peinture noire, ce dernier point étant une exception (les peintures sont généralement de couleur rouge). Il a une représentation de deux bouquetins placés l'un au-dessus de l'autre, avec de longues cornes en arc de cercle,. Placés à l’entrée de l'abri, ils sont tournés vers la gauche. Leurs corps sont plutôt massifs. Ce sont les seuls bouquetins avérés (en 2006) dans le sud de la France. Le bouquetin inférieur a été érodé : la tête et le poitrail ont presque disparu.
Plusieurs figures pectinées filiformes sont peintes dans un renfoncement, entre deux bourrelets de concrétion ; elles sont trop dégradées pour être identifiables. Une autre figure à droite est peut-être un cerf, avec des appendices frontaux qui semblent ramifiés,.
La peinture a été analysée sur plusieurs figures : bouquetins et traces de figures en noir de l'abri no 12, arceaux en rouge (fig. 1) de l’abri no 9, et dans l'abri no 23 un grand signe en arceau (fig. 1), un grand signe arboricole (fig. 2), un trait vertical (fig. 5) et des signes en flèche (fig. 7). La peinture noire est à base d'os brûlé, la teinte suggérant une température entre 300 et 600°. Elle contient du carbonate de calcium, du gypse (sulfate de calcium), de l'apatite, de l'hydroxyapatite, un petit cristal de whitlockite dû à ce que l'os a chauffé jusqu'à 600°. La peinture du bouquetin inclut aussi du noir de carbone. 

Le prélèvement sur le trait continu adjacent au bouquetin, a servi à une datation au radiocarbone (résultat non fourni) ; c'est un mélange de gypse et de matière organique, peut-être du noir de suie, sans os ni charbon de bois. 

Les rouges sont faits d'ocre avec de l'apatite (donc avec de l'os). Tous les prélèvements contiennent du phosphore.

### Abrino13
Des peintures de bouquetins et de cerfs y cohabitent, ce qui est une rareté dans l'art néolithique du sud de la France où seulement 16 % des abris peints montrent une ou plusieurs images d'animaux et aucune roche gravée n'en montre. Les animaux représentent seulement 1 % des signes et images peints, et quand ils sont représentés, le même abri montre généralement une seule espèce.

### Abrino23
De petites concrétions y ont été cassées pour faciliter l'accès à la paroi de l'abri, et des encroûtement de calcite ont été martelés pour rendre la surface plus plane.
Certaines concrétions,, et certains écoulements d'eau sur les parois de l'abri sont rehaussés de rouge. Ph. Hameau (2005) constate que quand une falaise ou une barre rocheuse comporte plusieurs abris susceptibles d'être décorés, celui choisi est l'abri le plus humide. Mais l'archéoacoustique fournit un critère se sélection plus précis (voir section « Archéoacoustique »).
Une des parois montre une série de cupules,.

### Abrino32
Son sol est très incliné et encombré de concrétions. Cet abri contient une peinture d'une figure arboriforme, située à près de 5 m du sol. Pour atteindre cette hauteur il a fallu grimper à l'aide des excroissances de calcite qui parsèment la paroi. Cette notion d'inaccessibilité se retrouve dans plusieurs autres grottes du sud de la France.

## Archéoacoustique et autres critères de sélection
Ces 8 abris particuliers sont tous des sites à forte écholocalisation. Des études d'archéoacoustique ont montré que les seuls abris décorés sont ceux émettant des sons réfléchis ; et l'abri no 12, le plus décoré et le seul décoré avec de la peinture noire, est aussi celui pour lequel les sons réfléchis sont les plus forts. Il est donc probable que les abris destinés à être ornés ont été sélectionnés par écholocalisation,.
D'autres critères entrent également en jeu dans le choix des abris : position dominante, orientation sud, humidité épisodique et la couleur « rouge » de leurs parois. Toutefois les abris ornés ne sont pas les seuls abris de Baume-Brune à répondre à ces quatre critères,.